# .an
.an war die länderspezifische Top-Level-Domain (ccTLD) der Niederländischen Antillen. Sie wurde am 9. September 1993 eingeführt und wurde seitdem von der Universität der Niederländischen Antillen verwaltet. Nur Staatsbürger und Unternehmen der Niederländischen Antillen waren berechtigt, eine .an-Adresse zu registrieren. Registrierungen wurden sowohl auf zweiter als auch auf dritter Ebene vorgenommen.
Da die Niederländischen Antillen am 10. Oktober 2010 aufgelöst wurden, wurde beschlossen auch .an aus dem Domain Name System zu entfernen. Die Löschung bestehender .an-Domains begann am 31. Oktober 2013 und wurde innerhalb eines Jahres abgeschlossen. Am 20. Dezember 2010 nahm die ICANN die Top-Level-Domains .bq (Bijzondere gemeenten, Besondere Gemeinden der Niederlande:  Bonaire, Sint Eustatius und Saba), .cw (Karibikinsel Curaçao) und .sx (Sint Maarten) in die Root Zone auf, die .an vollständig ersetzen sollen. Inhaber einer .an-Domain hatten die Möglichkeit, ihren Namen dort bevorrechtigt zu registrieren. Zum 31. Juli 2015 wurde die TLD gelöscht.